# Gott, gib dein Gerichte dem Könige

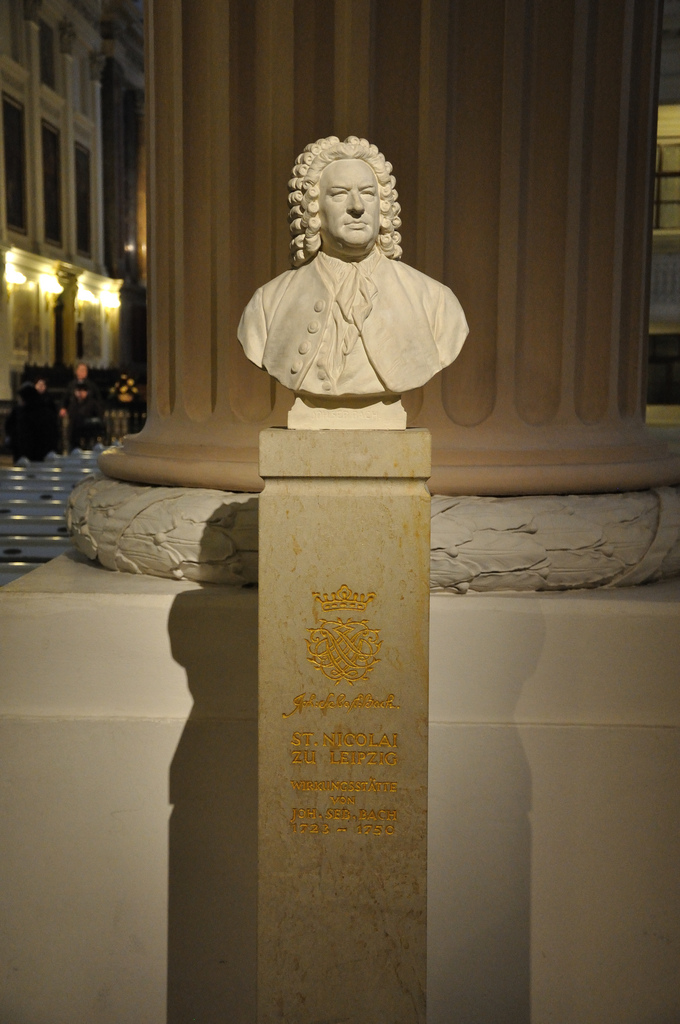
Buste de Jean Sébastien BACH à l'église St Nicolas de LEIPZIG

Gott, gib dein Gerichte dem Könige (Dieu, donne ton pouvoir au roi), (BWV Anh. 3) est une cantate religieuse de Johann Sebastian Bach composée à Leipzig en 1730 pour célébrer le Ratswechsel, l'inauguration d'un nouveau conseil municipal, survenue le 28 août 1730. Elle fut jouée en l'église Saint-Nicolas. Le texte réparti sur cinq mouvements (arioso, aria, récitatif avec choral, aria et second récitatif avec aria) est de Christian Friedrich Henrici. Le choral était Wach auf, mein Herz, und singe (Réveille-toi, mon cœur, et chante) de Paul Gerhardt. La musique est perdue.